# 碗

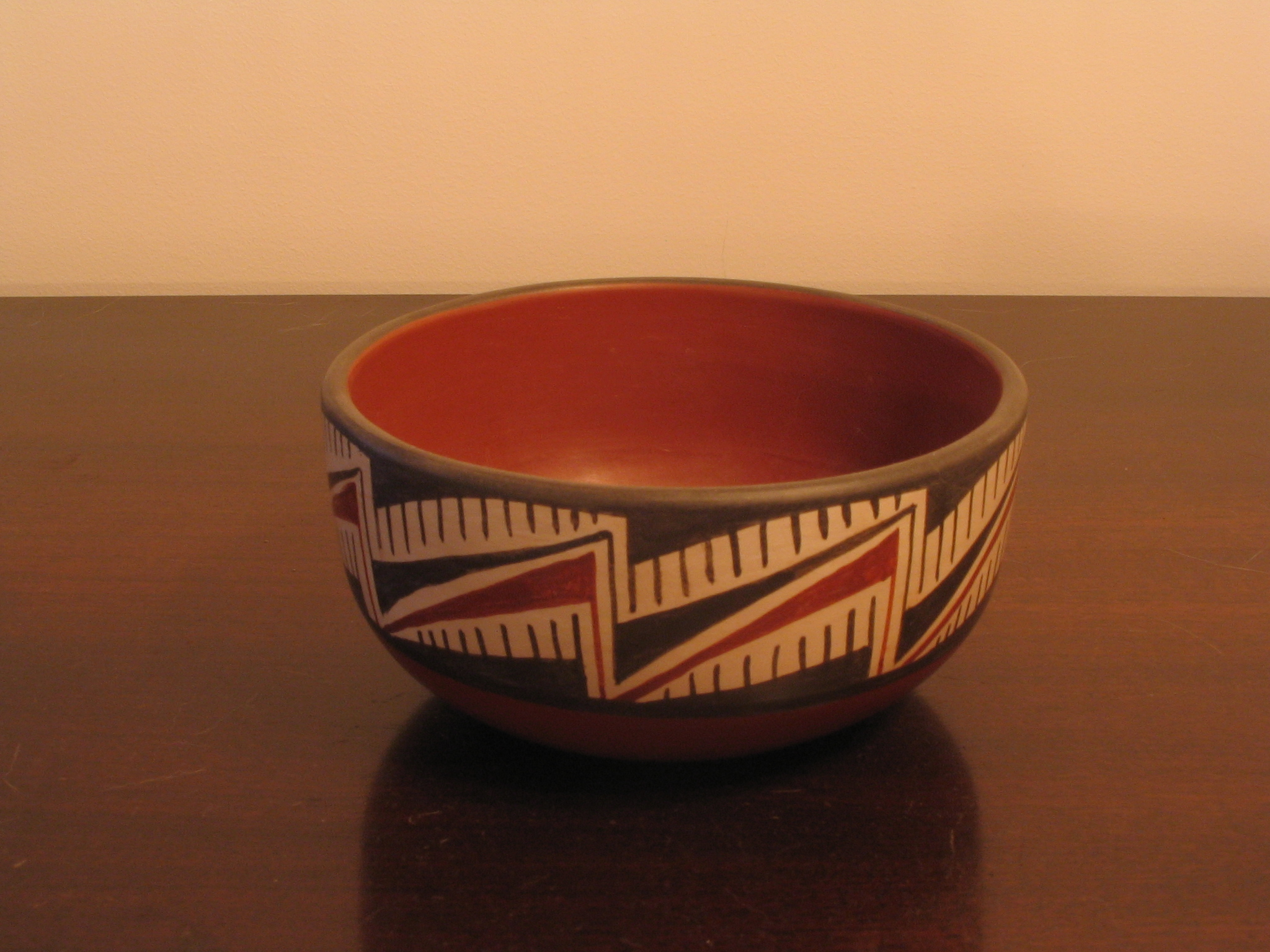
陶碗

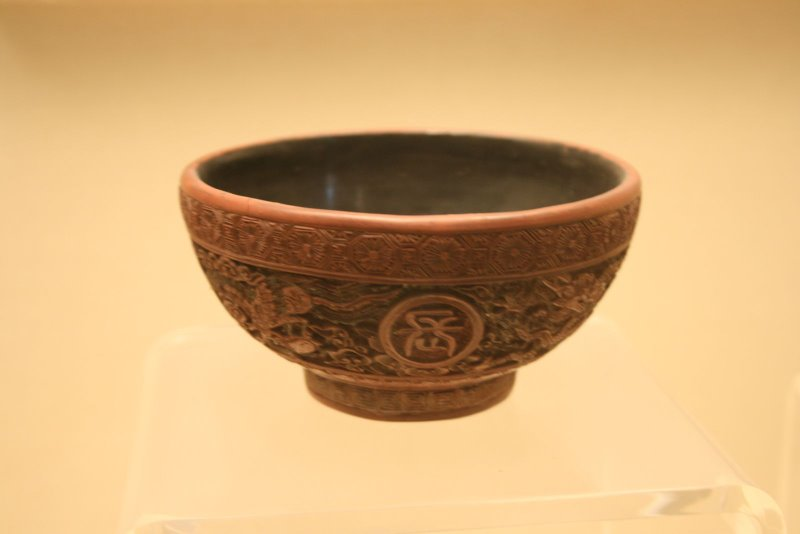
明朝雕刻碗

碗，指的是一類用來裝食物的、比较深的圓形餐具，但有时也可作為純艺术品，碗因為其體積較鍋、盂小，所以可用手直接端著。
碗最常見的形态是上阔下窄，放在平地上是不稳定的，据此考古学家推测，古人对碗的使用，可能是最初是放在地上挖出的坑之内的。它的起源目前不可考，不過可追溯自古代的泥製容器，有陶瓷、木、石、壓克力、玻璃、琉璃、椰子等材料，製作精美的骨董碗常常是收藏家的最愛。

## 名稱
碗的原字寫作“盌”；由於中國的碗多是陶瓷製的，故可以寫作“碗”；日本的碗多是木製的，於是他們寫作“椀”韓國的碗多是金属製的，則要以寫作“鋺”。

## 碗公
是比飯碗還要大的碗，飯桌上一般是用來裝湯，但也是方便大食量者一次盛飯就足矣的飯碗。

## 延伸阅读
[在维基数据编辑]
 《欽定古今圖書集成·經濟彙編·考工典·碗部》，出自陈梦雷《古今圖書集成》